# Vito (comico)
Vito, pseudonimo di Stefano Bicocchi (San Giovanni in Persiceto, 23 dicembre 1957), è un comico, cabarettista, attore e conduttore televisivo italiano.

## Biografia

Vito con Moana Pozzi a Matrjoska (1988)

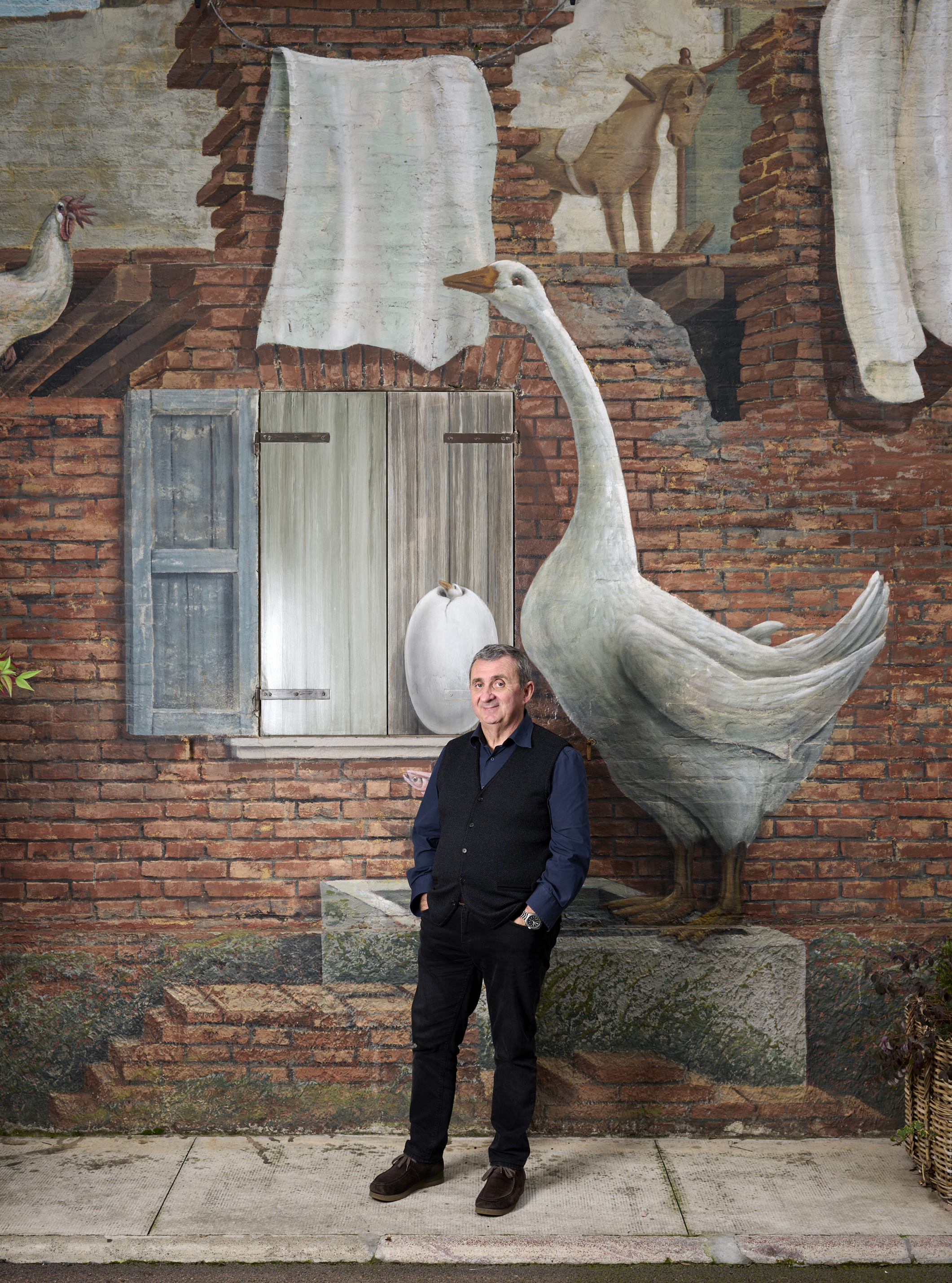
Vito a San Giovanni in Persiceto, paese in cui è nato e ha aperto una trattoria

Stefano Bicocchi in arte Vito nasce da Roberto (1936-2021) e Paola (1934). Si forma alla scuola di "Teatro Bologna" di Alessandra Galante Garrone. Con un gruppo di giovani artisti, ha inaugurato il 1º gennaio 1982 il circolo ARCI “Cesare Pavese” a Bologna con il Gran Pavese Varietà, spettacolo di cabaret animato, tra gli altri, da Patrizio Roversi, Syusy Blady, Eraldo Turra e Luciano Manzalini (poi divenuti i Gemelli Ruggeri), Olga Durano, Freak Antoni.  Molto impegnato in teatro, vi ha creato una poetica della pianura padana con il teatro stabile Arena del Sole di Bologna, ridando vita a maschere quali Bertoldo e Don Camillo. Diviene molto noto negli anni ottanta per la sua partecipazione, spesso come "presenza muta", a molti programmi televisivi comici come Via Teulada 66 (1988-1989), Lupo solitario, L'araba fenice, Dido... menica, Drive In, Telemeno, Va ora in onda e Bulldozer su Rai 2.
Nel 2008 è fra i principali comici del programma di Rai 3 Freschi di tintoria, mentre nel 2009 partecipa al film L'uomo che verrà. Dal 2011 partecipa alla serie televisiva Fuoriclasse, nelle vesti di Luigi Broccoletti. Con la regia di Nanni Garella, debutta all'Arena del Sole nella commedia teatrale Al dutaur di mat, tratto da O miedeco d'e pazze di Eduardo Scarpetta, con Vito ci sono gli attori di "Arte e Salute", associazione nata con lo scopo di coniugare il lavoro artistico con il lavoro nel campo della salute mentale. Nel 2011 è stato ospite nella quarta puntata della prima edizione di MasterChef Italia. Dal 2013 fino al 2021 conduce insieme ai suoi genitori il programma di cucina Vito con i suoi, per il canale satellitare Sky Gambero Rosso Channel. L'attore è da anni testimone di "Piccoli Grandi Cuori Onlus", associazione che opera presso i reparti di cardiologia e cardiochirurgia pediatrica e dell'età evolutiva del policlinico Sant'Orsola-Malpighi a Bologna.

## Filmografia

### Cinema
- La voce della Luna, regia di Federico Fellini (1990)
- Ivo il tardivo, regia di Alessandro Benvenuti (1995)
- Ritorno a casa Gori, regia di Alessandro Benvenuti (1996)
- I volontari, regia di Domenico Costanzo (1998)
- I miei più cari amici, regia di Alessandro Benvenuti (1998)
- Radiofreccia, regia di Luciano Ligabue (1998)
- Prima la musica, poi le parole, regia di Fulvio Wetzl (1998)
- Asini, regia di Antonello Grimaldi (1999)
- Le barzellette, regia di Carlo Vanzina (2004)
- I Viceré, regia di Roberto Faenza (2007)
- Lezioni di cioccolato, regia di Claudio Cupellini (2007)
- Albakiara - Il film, regia di Stefano Salvati (2008)
- L'uomo che verrà, regia di Giorgio Diritti (2009)
- Oggi sposi, regia di Luca Lucini (2009)
- Alice, regia di Oreste Crisostomi (2010)
- Bar Sport, regia di Massimo Martelli (2011)
- Lezioni di cioccolato 2, regia di Alessio Maria Federici (2011)
- Tutto tutto niente niente, regia di Giulio Manfredonia (2012)
- Si muore solo da vivi, regia di Alberto Rizzi (2020)
- La California, regia di Cinzia Bomoll (2022)
- Io e Spotty, regia di Cosimo Gomez (2022)
- Acqua e anice, regia di Corrado Ceron (2022)
- Ma chi ti conosce?, regia di Francesco Fanuele (2024)

### Televisione
- Investigatori d'Italia, regia di Paolo Poeti – miniserie TV (1987)
- Don Matteo – serie TV, episodio 6x01 (2008)
- Camera Café – serie TV (2008)
- Fuoriclasse – serie TV (2011-2015)
- L'ispettore Coliandro – serie TV, episodi 5×02, 6×02, 7x02 (2016-2018)

### Cortometraggi
- Per non dimenticare (1992)
- Karaoke (1999)
- Ciccio Colonna (2000)

## Programmi televisivi
- Drive In (Italia 1, 1986-1987)
- Lupo solitario (Italia 1, 1987)
- Telemeno (Odeon TV, 1987)
- L'araba fenice (Italia 1, 1988)
- Via Teulada 66 (Rai 1, 1988-1989)
- Avanzi (Rai 3, 1991)
- Dido... menica (Italia 1, 1992-1993)
- Ruvido Show (Rai 1, 1995)
- Va ora in onda (Rai 1, 1997)
- Bulldozer (Rai 2, 2003-2005)
- Freschi di tintoria (Rai 3, 2007-2008)
- Vito con i suoi (Gambero Rosso Channel, 2013-2021)
- Invita Vito (Gambero Rosso Channel, dal 2022)

## Discografia

### Collaborazioni
- 2011 - Pippo Pollina Ultimo volo - Orazione civile per Ustica
- 2012 - Mé, Pék e Barba La Scatola Magica, con il brano Cos'è l'amore

### Partecipazioni
- 1987 - AA.VV. Lupo solitario, con il brano Bronzi di Riace (come Vito)

## Libri
- Paolo Vergnani, Lucia Cucciarelli e Vito, Corpo a corpo, Vallardi Viaggi Fuorithema, 1994, ISBN 88-8062-009-6.
- Vito con i suoi, Roma, Gambero Rosso GRH, 2016, ISBN 978-88-6641-107-9.